# 玄成秀
玄 成秀（げん せいしゅう、1992年7月26日- ）は、日本の農芸科学者、経営者。博士（農芸化学）。株式会社Agnaviの創業者で代表取締役。
私立函館ラ・サール中学校・高等学校卒業。東京農業大学で農芸化学を学び、博士号を取得。大学院在学中に一社創業及び法人譲渡を経て、2020年に株式会社Agnaviを設立。
同社では、全国の日本酒蔵元150以上と提携し、「一合缶（180mL缶）」に特化した日本酒ブランド「ICHI-GO-CAN®」を展開。従来の瓶流通に依存しない形での流通網を築き、日本酒の新たな消費スタイルを確立して、国内外に販路を拡大している。

## 略歴
1992年、群馬県伊勢崎市生まれ
2008年、私立 函館ラ・サール中学校、2011年、私立 函館ラ・サール高等学校を卒業。
2012年、東京農業大学 応用生物科学部 生物応用科学科に入学。
2015年、米国Cornell University, Department of Food Science へ留学。
2016年、東京農業大学 応用生物科学部 生物応用科学科を卒業。学士（応用生物科学）の学位を取得。
2017年4月、株式会社アグリペイを設立し、同取締役に就任。
2018年、東京農業大学大学院 農学研究科 農芸化学専攻 修士課程を修了（首席）。修士（農芸化学）の学位を取得。
2019年2月、株式会社アグリペイの代表取締役に就任。
2020年1月、株式会社アグリペイの全株式を売却し、代表取締役を退任（法人譲渡）。
2020年2月、株式会社Agnaviを設立し、同代表取締役CEOに就任。
2021年3月、東京農業大学大学院 農学研究科 農芸化学専攻 博士課程を修了。博士（農芸化学）の学位を取得。論文題目は「ガン抑制タンパク質TSC2のメチル化による新規な制御機能の解析」。

## 主な活動
- 東京農業大学在学中に複数回のクラウドファンディングを行い、支援総額4500万円を募った。
- 2020年、20歳からの日本酒2020 in 渋谷スクランブルスクエア（主催：日本酒造中央会）に登壇。
- 2020年、日本酒プロジェクト2020を起案および運営責任者として、全国8蔵元を対象に第一弾プロジェクトにおいては支援を募り、第二弾プロジェクトでは全国7蔵元を支援するプラットフォームを作った。その後、学校法人東京農業大学および株式会社日立キャピタル（現：三菱HCキャピタル株式会社）グループと共に、支援の輪を広げ、全国56蔵元を支援した。
- 2021年、漫画「もやしもん©石川雅之/講談社」と農大生の醸す“農学原酒”とのコラボ一合缶をクラウドファンディングサービス「CAMPFIRE」にてプロジェクト化[7][8][9]。支援者1190名から達成額1113万円の支援を募った[10]。

## 受賞歴
- 2017年10月、日本アミノ酸学会 第11回学術大会（京都）にて優秀賞を受賞。
- 2018年3月、東京農業大学大学院より農芸化学専攻賞を受賞。
- 2018年10月、日本アミノ酸学会 第12回学術大会（東京）にて優秀賞を受賞。
- 2023年9月、中國醫藥大學China Medical Universityより感謝状を授与。

## 過去の発表学会
米国＆欧州細胞生物学会 (ASCB/EMBO meeting)、International TSC Research Conference、IUFoST（国際食品科学工学連合）、日本農芸化学会、日本アミノ酸学会、日本食品科学工学会。